# Need to Know
"Need to Know" é uma canção gravada pela cantora e rapper norte-americana Doja Cat para seu terceiro álbum de estúdio Planet Her (2021). A canção foi escrita por Doja Cat e seu produtor Dr. Luke. Originalmente lançada como single promocional em 11 de junho de 2021, através da Kemosabe e RCA Records, a faixa foi enviada para rádios rhythmic estadunidenses em 31 de agosto de 2021, servindo como o terceiro single do álbum. Seu videoclipe explora o ambiente de vida noturna do fictício "Planet Her" e apresenta aparições da musicista canadense Grimes e da atriz norte-americana Ryan Destiny.
Comercialmente, a canção se tornou um hit top 10 na Austrália, Nova Zelândia, Irlanda e Estados Unidos. "Need to Know" está indicada para Melhor Performance de Rap Melódico no 64º Grammy Awards.

## Antecedentes e lançamento
Em abril de 2021, a existência da música foi confirmada após ser brevemente mencionada durante uma entrevista com a Billboard. Em 9 de junho de 2021, Doja Cat anunciou oficialmente o lançamento de "Need to Know" com um teaser futurista para o videoclipe da canção em suas contas nas redes sociais, com a melodia fraca da canção brevemente ouvida no clipe curto. Logo após o teaser ser publicado, Doja Cat notou em um tweet que a canção "nem é o próximo single" e que era "apenas uma merda antes que o próximo single mais importante saia para você aproveitar". A canção foi lançada oficialmente em todas as plataformas de streaming em 11 de junho de 2021, com seu videoclipe correspondente sendo lançado dezesseis horas depois. Pouco antes do lançamento da canção, Doja Cat anunciou oficialmente o lançamento do álbum Planet Her e revelou sua lista de faixas e capa. Em julho de 2021, ela cantou a canção em um vídeo pré-gravado para o Vevo. "Need to Know" foi enviada para rádios rhythmic dos Estados Unidos em 31 de agosto de 2021, servindo como o terceiro single do álbum.

## Desempenho comercial

### Tabelas semanais
| Tabela musical (2021)                 | Melhor posição |
| ------------------------------------- | -------------- |
| Austrália (ARIA)                      | 31             |
| Canadá (Canadian Hot 100)             | 29             |
| Estados Unidos (Billboard Hot 100)    | 38             |
| Mundo (Billboard Global 200)          | 29             |
| Irlanda (IRMA)                        | 33             |
| Lituânia (AGATA)                      | 53             |
| Nova Zelândia (Recorded Music NZ)     | 25             |
| Portugal (AFP)                        | 76             |
| Reino Unido (UK Singles Chart)        | 37             |
| Reino Unido (OCC UK R&B)              | 12             |
| Suécia (Sverigetopplistan Heatseeker) | 7              |

## Histórico de lançamento
| Região         | Data                 | Formato(s)                 | Gravadora    | Ref.   |
| -------------- | -------------------- | -------------------------- | ------------ | ------ |
| Várias         | 11 de junho de 2021  | Download digital streaming | Kemosabe RCA | [ 25 ] |
| Estados Unidos | 31 de agosto de 2021 | Rádios rhythmic            | Kemosabe RCA | [ 12 ] |